# Котингіта білоброва
Котингіта білоброва (Iodopleura isabellae) — вид горобцеподібних птахів родини бекардових (Tityridae).

## Поширення
Вид поширений у басейні Амазонки та у верхньому басейні річки Оріноко на півдні Венесуели, південному сході Колумбії, сході Еквадору, сході Перу, півночі Болівії та на півночі Бразилії. Живе під пологом і на узліссі вологих лісів і вторинних лісів, в основному не вище 700 м над рівнем моря.

## Опис
Дрібний птах, завдовжки 11-12 см, вагою 20 г. Зверху коричнево-чорний з виразними білими мітками на обличчі, також білою смужкою на крупі. Горло і середина нижньої частини білі з коричневими плямами на боках. Самець має на боках пурпурові пучки пір'я, які у самці білі і зазвичай приховані під крилами.

## Спосіб життя
Полює на комах, інколи поїдає дрібні плоди (переважно омели). Будує крихітне чашоподібне гніздо на сухих гілках у кронах дерев, скріплюючи його павутиною.

## Підвиди
- Iodopleura isabellae isabellae Parzudaki, 1847 — західна частина ареалу.
- Iodopleura isabellae paraensis Todd, 1950 — східна частина ареалу.